# Abel Lobatón
Abel Augusto Lobatón Espejo (Lima, 23 de novembro de 1977) é um ex-futebolista peruano que atauva como atacante, irmão do também futebolista Carlos Lobatón.

## Carreira
Iniciou a carreira em 1997 pelo Lawn Tennis Fútbol Club e além de defender alguns clubes peruanos como o Club Deportivo Universidad César Vallejo e o Club Sportivo Cienciano, onde sagrou-se campeão da Copa Sul-Americana de 2003, também jogou no Clube Atlético Paranaense, no Club Sport Marítimo de Portugal e no Sociedad Deportiva Aucas, do Equador. Seu último clube foi o Club Sport Águila, em 2009.

## Seleção
Jogou doze partidas pela Seleção Peruana de Futebol, participando da Copa América de 2001, da Copa Ouro da CONCACAF de 2000[carece de fontes?] e das Eliminatórias da Copa do Mundo FIFA de 2002.